# Jean-Benoît Dunckel
Jean-Benoît Dunckel (Versailles, 7 settembre 1969) è un musicista e cantante francese, membro del duo di musica elettronica AIR.
Professore di matematica, studia musica classica e successivamente dà vita, nel 1995, al gruppo musicale AIR insieme a Nicolas Godin.
Nel 2006 ha avviato un progetto solitario chiamato Darkel, con cui ha pubblicato un album omonimo.

## Discografia

### Con gli AIR

#### Album in studio
- 1997 - Premiers Symptômes
- 1998 - Moon Safari
- 2000 - The Virgin Suicides
- 2001 - 10000 Hz Legend
- 2002 - Everybody Hertz (Remix Album)
- 2003 - City Reading (Tre storie western)
- 2004 - Talkie Walkie
- 2007 - Pocket Symphony
- 2009 - Love 2
- 2012 - Le voyage dans la Lune

#### EP e singoli
- 1995 - Modulor Mix
- 1996 - Casanova 70
- 1997 - Le soleil est près de moi
- 1998 - Sexy Boy
- 1998 - Kelly Watch the Stars
- 1998 - All I Need
- 1998 - Playground Love
- 2001 - Radio #1
- 2001 - How Does It Make You Feel?
- 2001 - People in the City
- 2002 - Don't Be Light
- 2004 - Cherry Blossom Girl
- 2004 - Surfing on a Rocket
- 2004 - Alpha Beta Gaga
- 2007 - Once Upon a Time
- 2007 - Mer Du Japon

### Con i Darkel
- 2006 - Darkel

## Colonne sonore
- Estate '85 (Été 85) (2020)
- Pas de vagues (2024)